# Região Geográfica Imediata de Primavera do Leste

Localização da Região Imediata de Primavera do Leste no Estado de Mato Grosso.

A Região Geográfica Imediata de Primavera do Leste é uma das 18 regiões imediatas de Mato Grosso, pertence a Região Geográfica Intermediária de Rondonópolis. É dividida em 4 municípios tem uma população de 101.765 pessoas segundo a estimativa do IBGE de 2017. E uma área territorial de 39.923,232 km². Esta é uma divisão regional não sendo uma divisão política.
A  Região Geográfica Imediata de Primavera do Leste foi criada em 2017 pelo IBGE.

## Municípios
| Fonte | Código do Município | Município              | População 2017 | Área territorial km² |
| ----- | ------------------- | ---------------------- | -------------- | -------------------- |
| [ 1 ] | 5106307             | Paranatinga            | 21.612         | 24.162,444           |
| [ 2 ] | 5107008             | Poxoréu                | 15.985         | 6.874,158            |
| [ 3 ] | 5107040             | Primavera do Leste     | 59.293         | 5.482,065            |
| [ 4 ] | 5107792             | Santo Antônio do Leste | 4.875          | 3.404,565            |
|       |                     | Total                  | 101.765        | 39.923,232           |